# 논산고등학교
논산고등학교(論山高等學校)는 대한민국 충청남도 논산시 내동에 있는 공립 고등학교이다.

## 학교 연혁
- 1974년 12월 27일 : 학교설립 인가(9학급)
- 1975년 3월 11일 : 개교, 입학식(286명)
- 2004년 3월 1일 : 학칙 변경(12학급)
- 2013년 6월 26일 : 선진형 교과교실제 운영학교 지정
- 2015년 6월 29일 : 다목적 강당(오룡관) 준공
- 2017년 7월 3일 : 자율형 공립고 재지정
- 2019년 3월 1일 : 참교실(참학력 교육과정 실천) 모델학교 선정
- 2023년 9월 1일 : 제20대 백명호 교장 취임
- 2025년 2월 5일 : 제48회 졸업식(84명, 누계8,936명)
- 2025년 3월 4일 : 제51회 입학식(80명)

## 참고 자료
- 논산고등학교 - 한국교육학술정보원 학교알리미